# Медаль «За службу в Китае» (США)
Медаль «За службу в Китае» — служебная медаль которой награждались служащие американского флота, корпуса морской пехоты и береговой охраны. Медаль была учреждена согласно приказу № 176 военно-морского министерства от 1 июля 1942. Ею отмечается служба в Китае до и во время Второй мировой войны.

## Критерии награждения
Критерии награждения медалью следующие:
1. Служба на побережье Китая или на борту кораблей поддерживающих действия в Китае в период с 7 июля 1937 по 7 сентября 1939[4].
2. Служба на побережье Китая или на борту кораблей поддерживающих действия в Китае в период с 2 сентября 1945 по 1 апреля 1957. Военная служба в азиатско-тихоокеанском регионе в период с 2 сентября 1945 по 2 марта 1946.

Военнослужащие нёсшие службу до 2 сентября 1945 могут также награждаться медалью за азиатско-тихоокеанскую кампанию.
Правила разрешают ношение бронзовой служебной звезды, если награждённый нёс службу в оба периода указанных в критериях награждения.
В настоящее время награждение этой медалью не производится.

## Описание медали
Дизайн медали разработан американским скульптором Джоджем Холбурном Сноуденом. Медаль выполнена из бронзы, диаметр – 1,25 дюйма.
- Аверс: В центре изображена трёхмачтовая китайская джонка плывущая по волнам. Изображение обрамлено рельефной надписью China Service исполненную в азиатском стиле[5].
- Реверс: В центре якорь, лежащий на боку (Лапы якоря справа). Обе стороны якоря обрамлены лавровыми ветвями. На перекладине якоря сидит белоголовый орлан, его голова повёрнута влево. Слева от изображения орлана нанесена надпись For а справа надпись Service. Над орланом находится надпись в двух вариантах: United States Navy для служащих флота и United States Marine Corps для служащих корпуса морской пехоты[5].
- Ленточка: Ленточка медали и служебная ленточка золотого цвета с красными полосами на каждой стороне.